# 自勝者強
自勝者強（英語：Tuchel，2018年9月24日—2023年11月11日），是一匹曾在香港出賽的賽駒，練馬師是蔡約翰。

## 簡介
2022年6月5日，「自勝者強」打開其在港的勝利之門。
2023年1月29日，嘉里策騎「自勝者強」出戰四歲系列賽首關香港經典一哩賽，以一又四分一個馬位之差不敵「遨遊氣泡」，取得第二名。
2023年2月26日，潘頓策騎「自勝者強」出戰四歲系列賽次關香港經典盃，以兩又四分三個馬位之差不敵「新力高升」，取得第四名。
2023年3月19日，莫雅策騎「自勝者強」出戰四歲系列賽尾關香港打吡大賽，以短馬頭位之差不敵「遨遊氣泡」，取得第二名。
2023年6月25日，潘頓策騎「自勝者強」勝出國際三級賽精英碟。賽後，潘頓說道：「我認為今次的慢步速對牠有所幫助，因為牠是否已具千八米長力不無疑問。今仗相對其他馬匹，牠的負磅較為有利，而且牠的加速力強勁，因此能夠勝出。」他補充：「這匹馬整季都保持勇境，儘管一再遇上甚難應付的賽事，牠都能夠力拼到底，而且不斷進步。蔡約翰訓練這匹馬盡顯功力。今日是美好的一天。兩駒（「自勝者強」及「永遠美麗」）都是進展理想的四歲馬，希望來季均能更進一步。」
2023年11月11日，布文策騎「自勝者強」出戰第一班盃賽樂聲盃，卻不幸遭遇墮馬事故。開賽時「自勝者強」成為4.5倍次熱門。不過，賽事去到最後200米時，「自勝者強」突然失蹄倒下，布文被拋下馬鞍，情勢驚險，險及旁邊的馬匹「紅愛舍」踩中。「紅愛舍」亦被「自勝者強」絆倒，楊明綸被拋起，曾嘗試捉緊馬韁繩不果，最終同樣倒地。馬會回覆查詢時表示，布文被坐騎「自勝者強」拋下，一直保持清醒，但「自勝者強」不幸因嚴重受傷而未能救回。

## 在港勝出賽事全紀錄
| 比賽日期   | 賽事名稱                 | 賽事班次 | 賽道 | 賽事路程 | 比賽馬場 | 名次 | 完成時間 | 騎師   |
| ---------- | ------------------------ | -------- | ---- | -------- | -------- | ---- | -------- | ------ |
| 05/06/2022 | 馳騁展光芒讓賽           | 第四班   | 草地 | 1400米   | 沙田馬場 | 1    | 1:21.65  | 莫雷拉 |
| 19/06/2022 | 青金石讓賽               | 第四班   | 草地 | 1400米   | 沙田馬場 | 1    | 1:22.06  | 潘頓   |
| 25/09/2022 | 福來讓賽                 | 第三班   | 草地 | 1400米   | 沙田馬場 | 1    | 1:21.50  | 潘頓   |
| 15/01/2023 | 元朗讓賽                 | 第二班   | 草地 | 1400米   | 沙田馬場 | 1    | 1:21.49  | 潘頓   |
| 21/05/2023 | 殘疾人運動教練1600米讓賽 | 第二班   | 草地 | 1600米   | 沙田馬場 | 1    | 1:34.22  | 潘頓   |
| 25/06/2023 | 精英碟（讓賽）           | G3       | 草地 | 1800米   | 沙田馬場 | 1    | 1:48.92  | 潘頓   |

## 外部連結
- .   [2023-06-25]. （原始内容存档于2024-01-26）.